# Parque das Nações
Parque das Nações é uma freguesia portuguesa do município de Lisboa, pertencente à Zona Leste da capital, com 5,44 km² de área e 22 382 habitantes (censo de 2021). A sua densidade populacional é 4 114,3 hab./km².

## Demografia
A população registada nos censos foi:
| Ano  | 0-14 Anos | 15-24 Anos | 25-64 Anos | > 65 Anos |
| 2021 | 3961      | 2701       | 12321      | 3399      |

## Caracterização
A arquitetura contemporânea do Parque das Nações, os espaços de convívio e todo o projeto de urbanização e requalificação urbana trouxeram nova dinâmica à zona oriental da cidade de Lisboa que, em 1990, ainda era uma zona industrial.
Destacam-se, como exemplos da arquitetura presente no Parque das Nações, as abóbadas das plataformas da Gare do Oriente, de Santiago Calatrava, impondo a sua linha arquitetónica; o Pavilhão de Portugal, do arquiteto português Álvaro Siza Vieira, que tem por entrada uma imponente pala de betão pré-esforçado, que se baseia na ideia de uma folha de papel pousada em dois tijolos, abrindo o espaço à cidade para albergar os diversos eventos que um espaço desta escala acolhe.
O Parque dispõe de um Pavilhão do Conhecimento, um moderno museu de ciência e tecnologia com várias exposições interativas; um teleférico transporta os visitantes de uma ponta à outra da área da antiga exposição. De referir ainda o Pavilhão Atlântico (atualmente designado por Altice Arena), a emblemática Torre Vasco da Gama (o edifício mais alto do país), o Oceanário de Lisboa, um dos maiores aquários do mundo e a Igreja de Nossa Senhora dos Navegantes, concluída em março de 2014.
Aproveitando a sua localização geográfica, o Parque orgulha-se também da sua moderna marina. A Marina Parque das Nações, apresenta 600 postos de amarração destinados a embarcações de recreio, assim como infraestruturas, preparadas para acolher grandes eventos da atividade náutica, dispondo para o efeito de um cais de eventos e uma Ponte Cais não só para embarcações de cruzeiro ou históricas de grande porte mas também como área de apoio para eventos em terra. A marina ganha assim uma côr especial, ao estar situada em plena reserva natural do estuário do Tejo.
Existem já várias entidades e organizações com origem na comunidade residente do Parque das Nações, como, por exemplo, o Clube Parque das Nações ou a Associação de Moradores e Comerciantes do Parque das Nações, para além de empresas e instituições variadas.

## História
Antes da Expo 98, a área onde hoje se encontra o Parque das Nações era uma zona industrial e portuária degradada, conhecida como a Zona Industrial de Cabo Ruivo. Durante grande parte do século XX, essa zona continha armazéns, fábricas, depósitos de combustível e infraestruturas ligadas à atividade portuária, como estaleiros e docas. Também havia aterros e espaços subutilizados, tornando o local pouco atrativo e poluído.
Com a decisão de Lisboa sediar a Exposição Mundial de 1998, cujo tema era “Os Oceanos, um Patrimônio para o Futuro”, iniciou-se um grande projeto de requalificação urbana. A área foi totalmente transformada, com a remoção das antigas estruturas industriais e a construção de uma nova malha urbana moderna. Esse processo deu origem ao que hoje é o Parque das Nações, um dos bairros mais modernos e valorizados de Lisboa.
Após a exposição, a área requalificada foi transformada em espaço para habitação, hotéis e serviços terciários, nomeadamente empresas tecnológicas, o Câmpus de Justiça e espaços de entretenimento e restauração. O legado continua a influenciar a cidade, com o Parque das Nações não apenas a ser um símbolo do desenvolvimento urbano pós-Expo 98, mas também a emergir enquanto polo cultural, de negócios e de lazer. Ao longo das últimas décadas, o bairro foi sendo consolidado como um modelo de integração entre a cidade, o rio Tejo e o ambiente natural, com espaços públicos de alta qualidade e uma grande oferta de equipamentos culturais e de entretenimento, incluindo o Altice Arena, um dos maiores centros de eventos de Lisboa.
A freguesia foi criada no âmbito de uma reorganização administrativa oficializada a 8 de novembro de 2012, que entrou em vigor após as eleições autárquicas de 2013, resultando da agregação de parte da antiga freguesia de Santa Maria dos Olivais, do concelho de Lisboa, com parte das freguesias de Moscavide e Sacavém, ambas do concelho de Loures, conforme a tabela e o mapa apresentados a seguir:
| Freguesias antigas               | Freguesias antigas | Freguesias antigas | Freguesias antigas | Freguesias antigas    | Freguesia atual            | Freguesia atual  | Freguesia atual                         | Freguesia atual | Freguesia atual                         |
| Freguesia (munic.)               | População (2011)   | População (2011)   | Área               | Área                  | Freguesia (munic.)         | População (2013) | População (2013)                        | Área            | Área                                    |
| Freguesia (munic.)               | Total              | Cedida (% total)   | Total (km²)        | % cedida (estimativa) | Freguesia (munic.)         | Total            | % total atual (por freguesia de origem) | Total (km²)     | % total atual (por freguesia de origem) |
| -------------------------------- | ------------------ | ------------------ | ------------------ | --------------------- | -------------------------- | ---------------- | --------------------------------------- | --------------- | --------------------------------------- |
| Santa Maria dos Olivais (Lisboa) | 51 036             | 16 058 (31,5 %)    | 11,21              | 26,2 %                | Parque das Nações (Lisboa) | 21 025           | 76,4 %                                  | 5,44            | 65,8 %                                  |
| Moscavide (Loures)               | 14 266             | 4 184 (29,3 %)     | 1,10               | 31,0 %                | Parque das Nações (Lisboa) | 21 025           | 19,9 %                                  | 5,44            | 8,1 %                                   |
| Sacavém (Loures)                 | 18 469             | 783 (4,2 %)        | 4,08               | 34,7 %                | Parque das Nações (Lisboa) | 21 025           | 3,7 %                                   | 5,44            | 26,1 %                                  |

Desmembramento da antiga freguesia de Santa Maria dos Olivais e território cedido pelo município de Loures para a criação em 2012 da nova freguesia do Parque das Nações.

A criação da freguesia do Parque das Nações resultou, por isso, num aumento da área do concelho de Lisboa em cerca de 1,87 km², e igual diminuição da do concelho de Loures, pela transferência de Loures para Lisboa do território situado entre a linha do caminho-de-ferro e o rio Tejo, e entre a antiga linha divisória dos concelhos e o rio Trancão.

## Sede e Delegações da Junta de Freguesia
Sede - Alameda dos Oceanos, 37-B
Delegação Poente - Rua Padre Joaquim Alves Correia, Lote 23 A/B/C

### Origem do nome da freguesia
Parque das Nações foi a designação dada ao bairro surgido na antiga Zona de Intervenção da Expo, que inclui o local onde foi realizada a Exposição Mundial de 1998 e ainda todas as áreas que estiveram sob administração da ParqueExpo, S.A. Esta área tornou-se, entretanto, um centro de atividades culturais e um novo bairro da cidade, com várias instituições culturais e desportivas próprias.

## Galeria de imagens

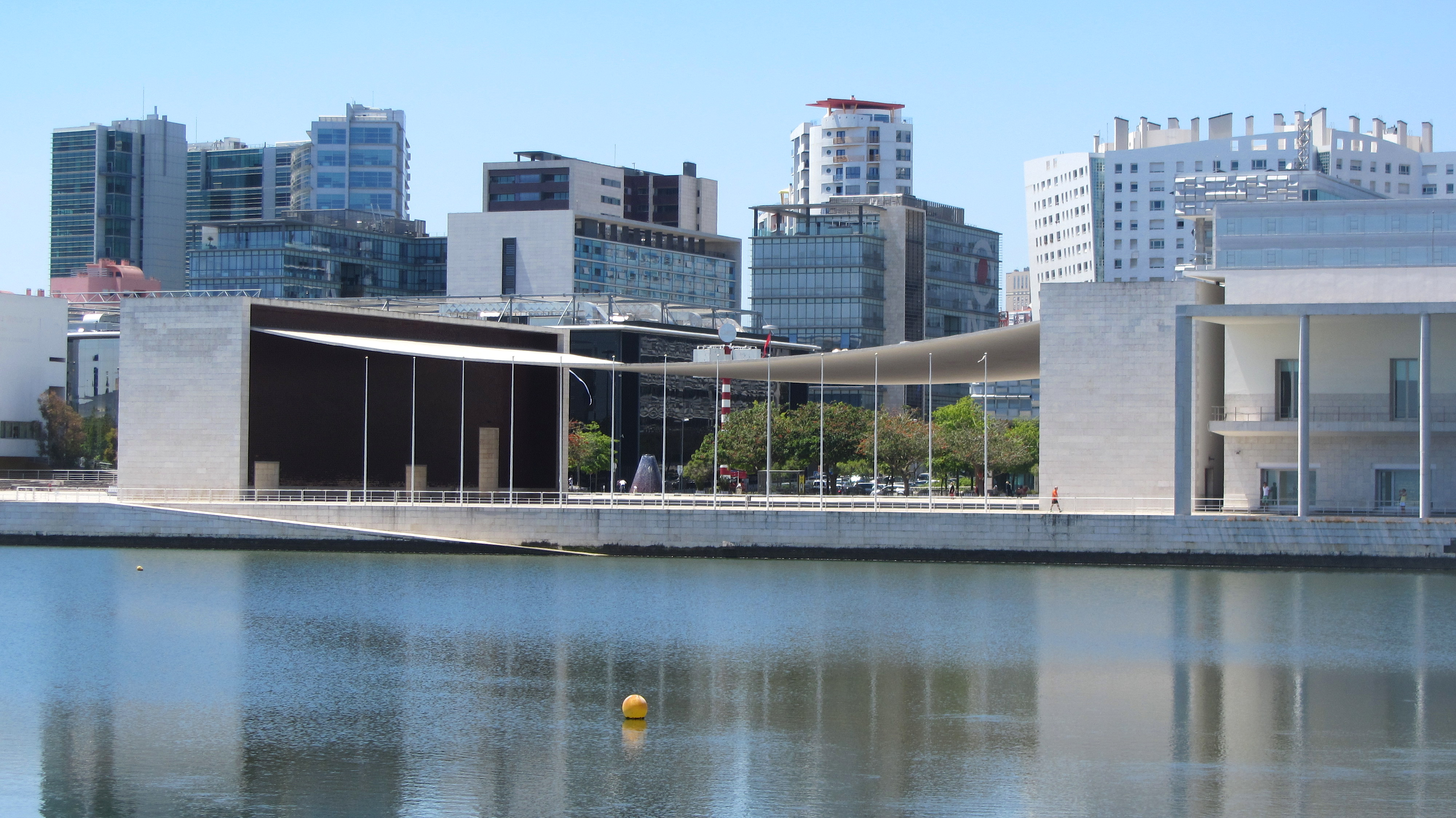
Pavilhão de Portugal
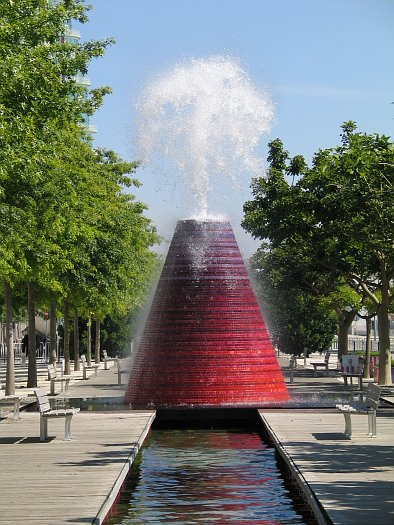
Fontes do Parque das Nações
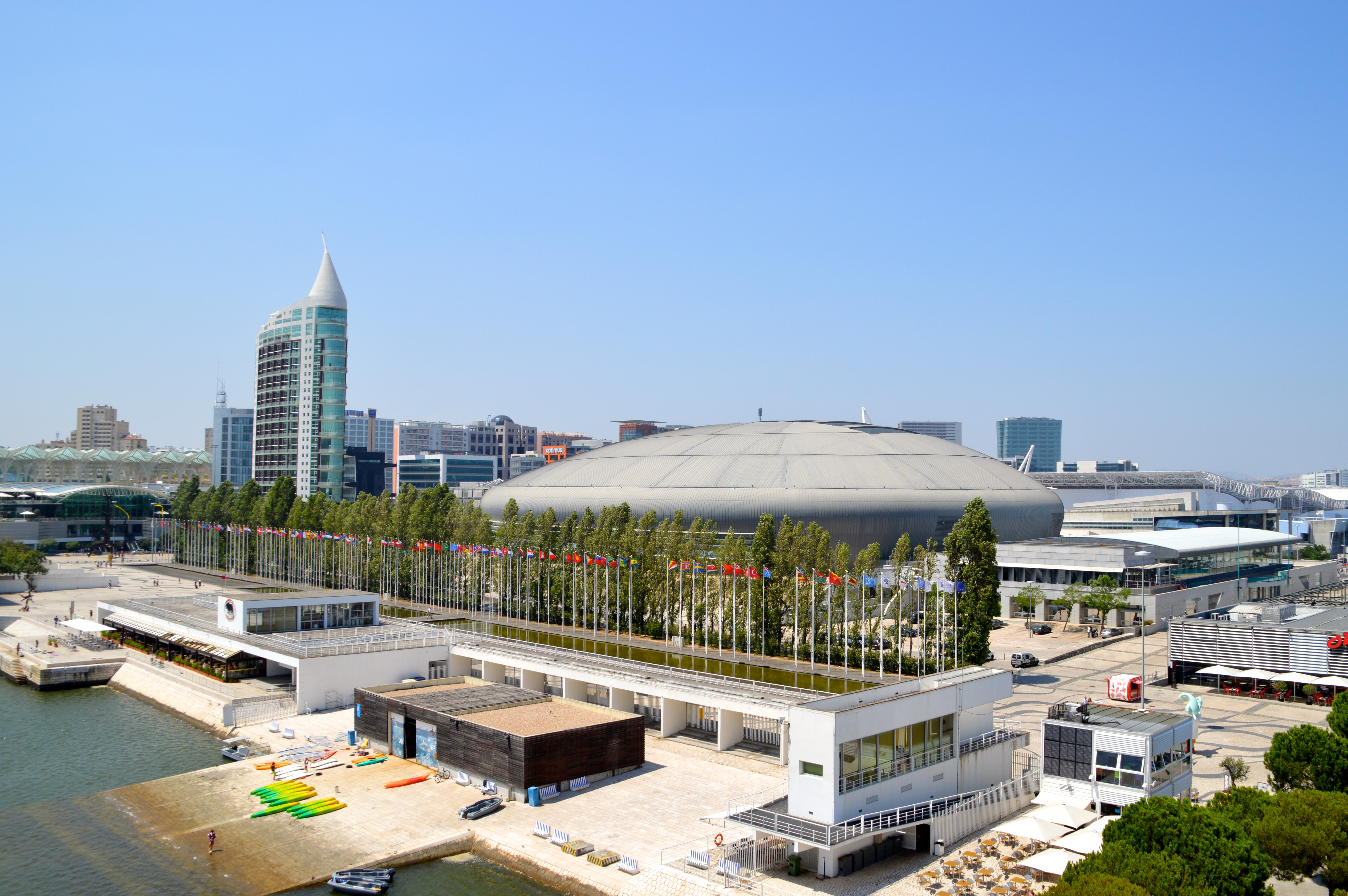
Panorâmica do Parque das Nações, onde se realizou a Expo '98
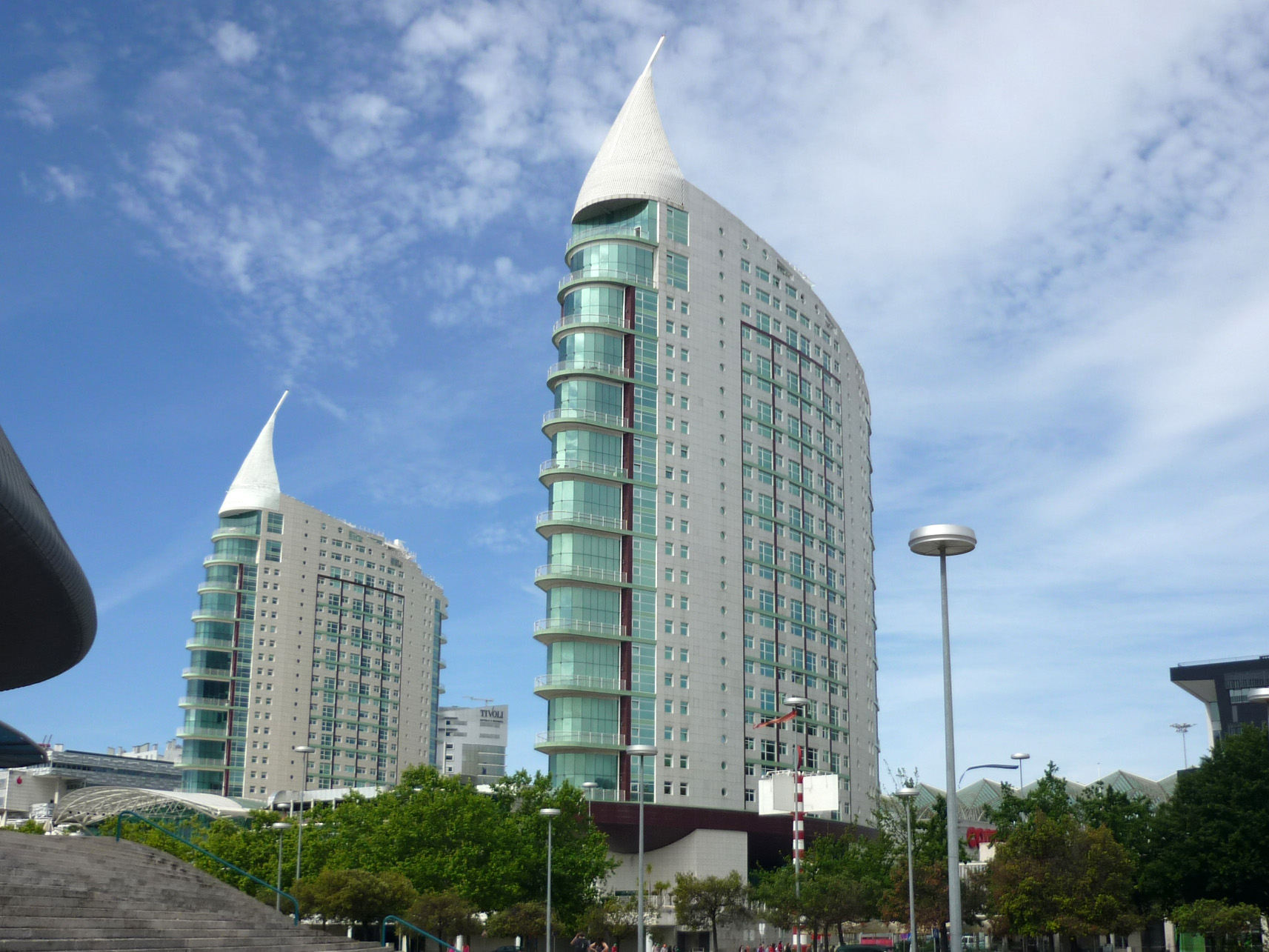
As icónicas torres de São Gabriel e São Rafael na Alameda dos Oceanos

## Arruamentos
A freguesia do Parque das Nações contém 205 arruamentos. São eles:
- Alameda dos Oceanos
- Avenida Aquilino Ribeiro Machado
- Avenida D. João II
- Avenida da Boa Esperança
- Avenida da Peregrinação
- Avenida de Berlim[nota 4]
- Avenida de Pádua[nota 4]
- Avenida de Ulisses
- Avenida do Atlântico
- Avenida do Índico
- Avenida do Mediterrâneo
- Avenida do Pacífico
- Avenida Fernando Pessoa ao Parque das Nações
- Avenida Infante Dom Henrique[nota 5]
- Avenida Marechal Gomes da Costa[nota 6]
- Cabeço das Rolas
- Cais das Naus
- Cais do Olival
- Cais dos Argonautas
- Cais Português
- Caminho da Rainha
- Caminho das Andorinhas
- Caminho das Cegonhas
- Caminho das Gaivotas ao Parque das Nações
- Caminho do Arboreto
- Caminho dos Estorninhos
- Caminho dos Flamingos
- Caminho dos Melros
- Caminho dos Pardais
- Caminho dos Pinheiros ao Parque das Nações
- Caminho dos Rouxinóis
- Esplanada D. Carlos I ao Parque das Nações
- Estacada das Gaivotas ao Parque das Nações
- Estacada do Arboreto
- Estrada de Moscavide
- Jardim dos Jacarandás
- Jardim Garcia de Orta ao Parque das Nações
- Jardim Mário Ruivo
- Jardins Ribeirinhos
- Largo Bartolomeu Dias ao Parque das Nações
- Largo Calderon Dinis
- Largo das Bicas
- Largo do Nautilus
- Largo dos Arautos
- Largo José Mariano Gago
- Largo Maria Judite de Carvalho
- Largo Ramada Curto
- Parque Papa Francisco
- Passeio da Ilha dos Amores
- Passeio da Nau Catrineta
- Passeio da Vila Expo
- Passeio das Âncoras
- Passeio das Fragatas
- Passeio das Garças
- Passeio das Gáveas ao Parque das Nações
- Passeio das Musas
- Passeio das Tágides
- Passeio de Neptuno
- Passeio de Ulisses
- Passeio do Adamastor
- Passeio do Amazonas
- Passeio do Báltico
- Passeio do Campo da Bola
- Passeio do Cantábrico
- Passeio do Levante
- Passeio do Parque
- Passeio do Ródano
- Passeio do Sapal
- Passeio do Tejo
- Passeio do Trancão
- Passeio dos Argonautas
- Passeio dos Aventureiros
- Passeio dos Cruzados
- Passeio dos Fenícios
- Passeio dos Heróis do Mar
- Passeio dos Jacarandás
- Passeio dos Mastros
- Passeio dos Navegadores
- Passeio Júlio Verne
- Pátio das Fragatas
- Pátio das Galeotas ao Parque das Nações
- Pátio das Pirogas
- Pátio do Sextante
- Pátio dos Escaleres ao Parque das Nações
- Porta do Mar
- Porta do Tejo
- Praça do Oriente
- Praça do Tejo
- Praça do Venturoso
- Praça Gago Coutinho ao Parque das Nações
- Praça José Queirós[nota 4]
- Praça Mar da Palha
- Praça Príncipe Perfeito
- Praceta Adolfo Ayala
- Rossio do Levante
- Rossio dos Olivais
- Rotunda da Expo 98
- Rotunda das Oliveiras
- Rotunda do Parque
- Rotunda dos Vice-Reis
- Rotunda República Argentina
- Rotunda República da Colômbia
- Rua Alfredo Portela Santos
- Rua António Mega Ferreira
- Rua António Variações
- Rua Câmara Reis
- Rua Capitão Cook
- Rua Carlos Daniel
- Rua Carlos Paião
- Rua Chen He
- Rua Comandante Cousteau
- Rua Corsário das Ilhas
- Rua da Balestilha
- Rua da Centieira
- Rua da Cotovia
- Rua da Ilha dos Amores
- Rua da Nau Catrineta
- Rua da Pimenta
- Rua das Bússolas
- Rua das Caravelas
- Rua das Galés
- Rua das Musas
- Rua das Urcas
- Rua das Velas
- Rua das Vigias
- Rua de Moscavide ao Parque das Nações
- Rua do Adeus Português
- Rua do Bojador
- Rua do Cais das Naus
- Rua do Caribe
- Rua do Congo
- Rua do Conselheiro Lopo Vaz
- Rua do Danúbio
- Rua do Ebro
- Rua do Eufrates
- Rua do Fogo de Santelmo
- Rua do Ganges
- Rua do Indo
- Rua do Kuanza
- Rua do Leme
- Rua do Mar da China
- Rua do Mar do Norte
- Rua do Mar Vermelho
- Rua do Nilo
- Rua do Oder
- Rua do Pólo Norte
- Rua do Pólo Sul
- Rua do Príncipe do Mónaco
- Rua do Professor Picard
- Rua do Reno
- Rua do Rio da Prata
- Rua do Rio das Pérolas
- Rua do Sena
- Rua do Tamisa
- Rua do Tibre
- Rua do Vale Formoso[nota 7]
- Rua do Volga
- Rua do Zambeze
- Rua dos Argonautas
- Rua dos Aventureiros
- Rua dos Cruzados
- Rua Dr. Rui Gomes de Oliveira
- Rua Dra. Sara Benoliel
- Rua Fernando Bento
- Rua Finisterra
- Rua Gaivotas em Terra
- Rua Gonçalo Mendes da Maia
- Rua Henrique Medina
- Rua Jaime Mendes
- Rua Jangada de Pedra
- Rua João Pedro Grácio
- Rua João Pinto Ribeiro
- Rua José Campas
- Rua José Sarmento de Matos
- Rua Manuel Mendes
- Rua Mário Botas ao Parque das Nações
- Rua Mário Viegas
- Rua Menina do Mar
- Rua Nova dos Mercadores
- Rua Padre Abel Varzim
- Rua Padre Joaquim Alves Correia
- Rua Palhaço Luciano
- Rua Pedro e Inês
- Rua Roald Amundsen
- Rua Sinais de Fogo
- Rua Vasco da Gama Rodrigues
- Rua Vitorino Magalhães Godinho
- Terreiro das Ondas
- Terreiro dos Corvos ao Parque das Nações
- Travessa Corto Maltese
- Travessa da Canela
- Travessa da Malagueta
- Travessa das Corujas
- Travessa de Beirolas
- Travessa do Açafrão
- Travessa do Gengibre
- Travessa do Gil
- Travessa do Gulliver
- Travessa do Poço
- Travessa dos Mochos
- Travessa dos Pintassilgos
- Travessa Robinson Crusoé
- Travessa Sandokan
- Travessa Sinbad, o Marinheiro
- Via do Oriente